# Rubus purbeckensis
Rubus purbeckensis är en rosväxtart som beskrevs av W.C.Barton och Ridd.. Rubus purbeckensis ingår i släktet rubusar, och familjen rosväxter. Inga underarter finns listade i Catalogue of Life.